# Leif Grönvall
Leif Vidar Grönvall, född 6 juni 1954 i Stockholm, är en svensk före detta skådespelare och mimare, grundare av Pantomimteatern i Stockholm. Han verkar nu som industridesigner och multiartist i Maria Acelis Cabaret Verboten.

## Filmografi
- 1974 – Rågvakt
- 1988 – Besökarna
- 1990 – Veronica heter hon (kortfilm)
- 1990 – Jag skall bli Sveriges Rembrandt eller dö!
- 1991 – Fly till vatten och morgon (kortfilm)